# تريسي غراندستاف
تريسي غراندستاف (بالإنجليزية: Tracy Grandstaff)‏ (و. القرن 20  م) هي كاتِبة، وممثلة، وكاتبة سيناريو، وممثلة صوت أمريكية، ولدت في الولايات المتحدة.

## وصلات خارجية
- تريسي غراندستاف على موقع IMDb (الإنجليزية)
- تريسي غراندستاف على موقع ألو سيني (الفرنسية)
- تريسي غراندستاف على موقع قاعدة بيانات الفيلم (الإنجليزية)
- تريسي غراندستاف على موقع كينوبويسك (الروسية)

- تريسي غراندستاف في قاعدة بيانات الأفلام على الإنترنت